# Ameridelphia
Die Einteilung der Lebewesen in Systematiken ist kontinuierlicher Gegenstand der Forschung. So existieren neben- und nacheinander verschiedene systematische Klassifikationen. 
Das hier behandelte Taxon ist durch neue Forschungen obsolet geworden oder ist aus anderen Gründen nicht Teil der in der deutschsprachigen Wikipedia dargestellten Systematik.

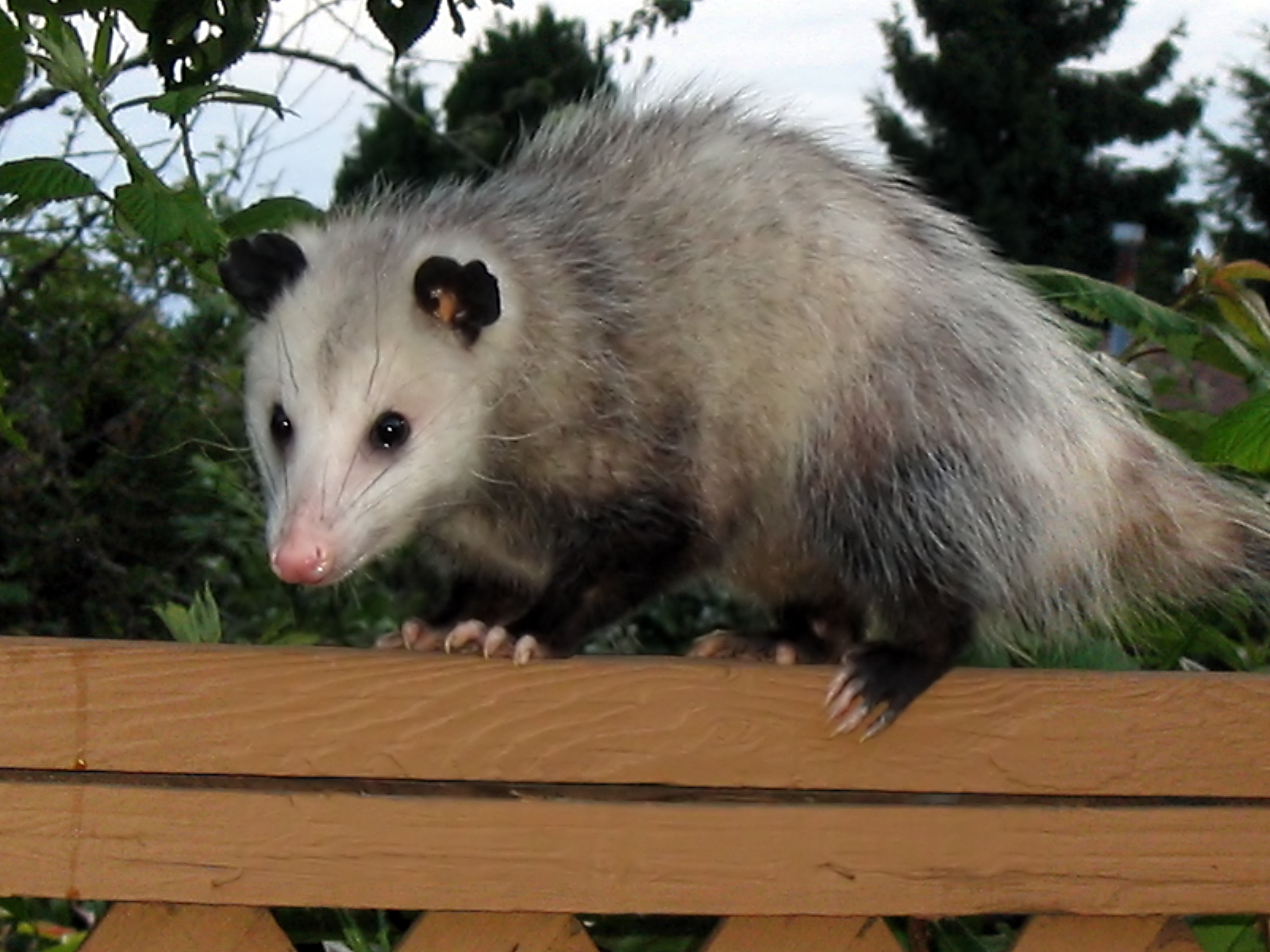
Nordopossum (Didelphis virginiana)

Die Ameridelphia bilden eine der beiden Großgruppen von Beutelsäugern (Metatheria). Sie umfassen mit Ausnahme der Chiloé-Beutelratte (Dromiciops gliroides), die zu den Australidelphia gezählt wird, alle in Süd-, Mittel- und Nordamerika heimischen Beuteltiere. Auch die ausgestorbenen Sparassodonta („Beutelhyänen“) werden in diese Gruppe gerechnet.
Es ist noch nicht sicher, dass die Ameridelphia eine monophyletische Gruppe bilden, das heißt sämtliche Nachkommen ihres gemeinsamen Vorfahren umfassen. Es ist möglich, dass die Mausopossums (Paucituberculata)  enger mit den Australidelphia verwandt sind als mit den Beutelratten (Didelphimorphia), mit denen sie hier vereint sind.
Die Abgrenzung der Gruppe gegenüber den anderen Beutelsäugern basiert in erster Linie auf molekularbiologischen Daten, aber auch auf dem Vorhandensein eines Scheitelkamms und eines langen Rostrums, einer rüsselartigen Struktur. Studien haben zudem eine nur bei den Ameridelphia auftretende Verbindung von je zwei Spermien zu einem Spermienpaar aufgedeckt, die als eines der stärksten Argumente für die Zusammengehörigkeit der Tiere gilt.
Die ursprüngliche Zahnformel war wahrscheinlich 5/5, 1/1, 3/3, 4/4, das heißt die Stammart der Ameridelphia hatte vermutlich sowohl im Ober- als auch im Unterkiefer fünf Schneidezähne, einen Eckzahn, drei prämolare und vier molare Zähne.

## Verbreitung und Lebensraum
Ameridelphia leben ausschließlich auf dem amerikanischen Kontinent, fast alle davon in Süd- beziehungsweise Mittelamerika, nur wenige wie das Virginia- oder Nordopossum (Didelphis virginiana) auch in Nordamerika. Ihr Lebensraum ist sehr divers und reicht von tropischen Wäldern über saftiges Grasland bis zu Trockengebieten; selbst eine durch Schwimmhäute an das Leben im Wasser angepasste Form findet sich. Einzelne Arten halten sich in bis zu drei Kilometern Höhe auf, während andere auf Meeresniveau leben.

## Konvergenz
Vor allem die Mausopossums (Paucituberculata) haben sich parallel zu den Spitzmäusen entwickelt, deren ökologische Rolle sie auch einnehmen.
Bei ausgestorbenen Ameridelphia existieren weitere Beispiele konvergenter Evolution: So finden sich neben Arten, die den Insektenfressern (Insectivora) der Säugetiergruppe der Laurasiatheria gleichen, auch Formen, die eher  Wüstenratten ähneln. Besonders herausstechend ist die konvergente Entwicklung großer Fleischfresser, unter denen man mit den Arten der Gattung Thylacosmilus sogar Beutelsäuger-Versionen der Säbelzahnkatzen findet.

## Stammesgeschichte
Die Zeit der Trennung der Ameridelphia von ihrer Schwestergruppe, den Australidelphia, schwankt je nach wissenschaftlicher Quelle zwischen 128 Millionen und 61,7 Millionen Jahren. Zurzeit wird eine Aufspaltung der beiden Entwicklungslinien vor etwa 75 Millionen Jahren und damit in der späten Kreidezeit als am wahrscheinlichsten angesehen.
Erst vor etwa 35 Millionen Jahren trennte sich Südamerika von Antarktika, alle auf letzterem Kontinent lebenden Beutelsäuger starben danach durch die zunehmende Vereisung aus. Die südamerikanischen Tiere waren bis zur Entstehung der panamaischen Landbrücke nach Nordamerika eine in vielen ökologischen Nischen erfolgreiche Gruppe, die danach im Wettbewerb mit den heute dominanten höheren Säugetieren aber deutlich an Formvielfalt verlor und heute im Vergleich mit diesen nur noch eine untergeordnete Rolle spielt. Mit dem Nordopossum (Didelphis virginiana) gelang es nur einer Art, ihren Lebensraum deutlich nach Norden zu erweitern.

## Systematik
Zu den Ameridelphia werden heute rund 90 Arten in 22 Gattungen gerechnet, die sich auf zwei rezente Ordnungen verteilen:
- Die Beutelratten oder Opossums (Didelphimorphia) sind die größere Gruppe und umfassen rund 80 Arten. Wie der Name bereits andeutet, haben sie einen echten Beutel, in dem die Jungen heranwachsen. Ihr Körperbau wird als recht ursprünglich angesehen; das Gewicht kann bis zu fünf Kilogramm betragen. In der Mehrzahl handelt es sich bei den Beutelratten um nachtaktive Einzelgänger.
- Zu den Mausopossums (Paucituberculata) werden nur 5 Arten gerechnet. Sie haben trotz ihrer Zugehörigkeit zu den Beutelsäugern keinen echten Beutel, sondern nur eine Hautfalte. Nur wenige Zentimeter groß, leben sie hauptsächlich von Insekten und Würmern; auch das Töten und der anschließende Verzehr von jungen Nagetieren wurde jedoch berichtet.
- Eine weitere Ordnung bildeten die vor 2 bis 3 Millionen Jahren ausgestorbenen Sparassodonta („Beutelhyänen“).
- Die ausgestorbene Familie Stagodontidae mit Vertretern wie Didelphodon wird auch manchmal in die nähe der Ameridelphia gestellt.

Beide fossile Gruppen werden aber auch alternativ als ursprünglichere Metatheria angesehen und stehen dann außerhalb der Ameridelphia.